# Interlands Joegoslavisch voetbalelftal 1920-1929
Deze pagina toont een chronologisch en gedetailleerd overzicht van de interlands die het Joegoslavisch voetbalelftal heeft gespeeld in de periode 1920 – 1929.

## Interlands

### 1920
| Olympische Spelen 1920 |
| ---------------------- |

|                                                                                     |                                                                               |       |             |                                                                                          |
| 28 augustus Olympische Spelen Eerste ronde № 1 «onderlinge duels» 10:00 uur (UTC+1) | Tsjecho-Slowakije                                                             | 7 – 0 | Joegoslavië | Stadion Broodstraat, Antwerpen Toeschouwers: 600 Scheidsrechter: Raphaël Van Praag (BEL) |
| 28 augustus Olympische Spelen Eerste ronde № 1 «onderlinge duels» 10:00 uur (UTC+1) | Jan Vaník 20', 46', 79' (pen.) Antonín Janda 34', 50', 75' Josef Sedláček 43' |       |             | Stadion Broodstraat, Antwerpen Toeschouwers: 600 Scheidsrechter: Raphaël Van Praag (BEL) |

|  |  |  |  |  |  |  |  |  |

|                                                      |                                       |       |                         |                                                                                       |
| 3 september Vriendschappelijk № 2 «onderlinge duels» | Egypte                                | 4 – 2 | Joegoslavië             | Olympisch Stadion, Antwerpen Toeschouwers: 500 Scheidsrechter: Henri Christophe (BEL) |
| 3 september Vriendschappelijk № 2 «onderlinge duels» | Abaza 43', ??' Allouba ??' Hegazi ??' |       | Dubravčić ??' Ružić ??' | Olympisch Stadion, Antwerpen Toeschouwers: 500 Scheidsrechter: Henri Christophe (BEL) |

### 1921
|                                                                       |                                                     |       |                   |                                                                                |
| 28 oktober Vriendschappelijk № 3 «onderlinge duels» 15:00 uur (UTC+1) | Tsjecho-Slowakije                                   | 6 – 1 | Joegoslavië       | Letenský Stadion, Praag Toeschouwers: 12.000 Scheidsrechter: Willem Boas (NED) |
| 28 oktober Vriendschappelijk № 3 «onderlinge duels» 15:00 uur (UTC+1) | Jan Vaník 59', 63', 78', 86' Antonín Janda 60', 65' |       | 72' Branko Zinaja | Letenský Stadion, Praag Toeschouwers: 12.000 Scheidsrechter: Willem Boas (NED) |

### 1922
|                                                                                           |                    |       |                                          |                                                                              |
| 8 juni Vriendschappelijk Koning Alexander Cup № 1 «onderlinge duels» 18:00 uur (UTC+1:44) | Joegoslavië        | 1 – 2 | Roemenië                                 | Avala, Belgrado Toeschouwers: 5.000 Scheidsrechter: Heinrich Retschury (AUT) |
| 8 juni Vriendschappelijk Koning Alexander Cup № 1 «onderlinge duels» 18:00 uur (UTC+1:44) | Jaroslav Šifer 35' |       | 41' (pen.) Francisc Ronay 61' Aurel Guga | Avala, Belgrado Toeschouwers: 5.000 Scheidsrechter: Heinrich Retschury (AUT) |

|                                                  |                                                |       |                                                                      |                                                                                     |
| 28 juni Vriendschappelijk № 4 «onderlinge duels» | Joegoslavië                                    | 4 – 3 | Tsjecho-Slowakije                                                    | Stadion Concordije, Zagreb Toeschouwers: 6.000 Scheidsrechter: Alfred Preßler (AUT) |
| 28 juni Vriendschappelijk № 4 «onderlinge duels» | Jene Abraham 45', 74' Branko Zinaja 63' (pen.) |       | 16' Jan Dvořáček 21' Jan Vaník 28' František Plodr 74' Branko Zinaja | Stadion Concordije, Zagreb Toeschouwers: 6.000 Scheidsrechter: Alfred Preßler (AUT) |

|                                                                      |                    |       |                                                    |                                                                                   |
| 1 oktober Vriendschappelijk № 6 «onderlinge duels» 15:15 uur (UTC+1) | Joegoslavië        | 1 – 3 | Polen                                              | Stadion HAŠK, Zagreb Toeschouwers: 4.000 Scheidsrechter: Heinrich Retschury (AUT) |
| 1 oktober Vriendschappelijk № 6 «onderlinge duels» 15:15 uur (UTC+1) | Vladimir Vinek 35' |       | 8' Józef Kałuża 57' Józef Kałuża 74' Józef Garbień | Stadion HAŠK, Zagreb Toeschouwers: 4.000 Scheidsrechter: Heinrich Retschury (AUT) |

### 1923
|                                                                   |                  |       |                                   |                                                                                        |
| 3 juni Vriendschappelijk № 7 «onderlinge duels» 17:30 uur (UTC+1) | Polen            | 1 – 2 | Joegoslavië                       | Stadion Cracovii, Krakau Toeschouwers: 13.000 Scheidsrechter: Heinrich Retschury (AUT) |
| 3 juni Vriendschappelijk № 7 «onderlinge duels» 17:30 uur (UTC+1) | Józef Kałuża 49' |       | 16' Emil Perška 86' Branko Zinaja | Stadion Cracovii, Krakau Toeschouwers: 13.000 Scheidsrechter: Heinrich Retschury (AUT) |

|                                                                       |                    |       |                         |                                                                                             |
| 10 juni Vriendschappelijk № 8 «onderlinge duels» 18:00 uur (UTC+1:44) | Roemenië           | 1 – 2 | Joegoslavië             | Stadionul F.S.S.R., Boekarest Toeschouwers: 10.000 Scheidsrechter: Heinrich Retschury (AUT) |
| 10 juni Vriendschappelijk № 8 «onderlinge duels» 18:00 uur (UTC+1:44) | Francisc Ronay 47' |       | 23', 39' Vladimir Vinek | Stadionul F.S.S.R., Boekarest Toeschouwers: 10.000 Scheidsrechter: Heinrich Retschury (AUT) |

|                                                                       |                                                       |       |                                                               |                                                                              |
| 28 oktober Vriendschappelijk № 9 «onderlinge duels» 15:00 uur (UTC+1) | Tsjecho-Slowakije                                     | 4 – 4 | Joegoslavië                                                   | Stadion Slavii, Praag Toeschouwers: 15.000 Scheidsrechter: Eugen Braun (AUT) |
| 28 oktober Vriendschappelijk № 9 «onderlinge duels» 15:00 uur (UTC+1) | Josef Čapek 20' Josef Čapek 40' Rudolf Sloup 60', 62' |       | 4' Dušan Petković 9', 15' Dragan Jovanović 21' Dragutin Babić | Stadion Slavii, Praag Toeschouwers: 15.000 Scheidsrechter: Eugen Braun (AUT) |

### 1924
|                                                       |                      |       |                                                      |                                                                                     |
| 10 februari Vriendschappelijk № 10 «onderlinge duels» | Joegoslavië          | 1 – 4 | Oostenrijk                                           | Stadion Concordije, Zagreb Toeschouwers: 10.000 Scheidsrechter: Karel Herites (TCH) |
| 10 februari Vriendschappelijk № 10 «onderlinge duels» | Dragan Jovanović 56' |       | 4', 59', 87' Gustav Wieser 55' (pen.) Josef Hofbauer | Stadion Concordije, Zagreb Toeschouwers: 10.000 Scheidsrechter: Karel Herites (TCH) |

| Olympische Spelen 1924 |
| ---------------------- |

|                                                                                      |                                                                |       |             |                                                                                             |
| 26 mei Olympische Spelen 1924 Eerste ronde № 11 «onderlinge duels» 16:00 uur (UTC+1) | Uruguay                                                        | 7 – 0 | Joegoslavië | Stade Olympique de Colombes, Parijs Toeschouwers: 3.025 Scheidsrechter: Gaston Vallat (FRA) |
| 26 mei Olympische Spelen 1924 Eerste ronde № 11 «onderlinge duels» 16:00 uur (UTC+1) | Vidal 20' Scarone 23' Cea 50', 80' Petrone 35', 61' Romano 58' |       |             | Stade Olympique de Colombes, Parijs Toeschouwers: 3.025 Scheidsrechter: Gaston Vallat (FRA) |

|  |  |  |  |  |  |  |  |  |

|                                                                          |             |                                      |                   |                                                                                  |
| 28 september Vriendschappelijk № 12 «onderlinge duels» 15:30 uur (UTC+1) | Joegoslavië | 0 – 2                                | Tsjecho-Slowakije | Stadion Concordije, Zagreb Toeschouwers: 8.000 Scheidsrechter: Eugen Braun (AUT) |
| 28 september Vriendschappelijk № 12 «onderlinge duels» 15:30 uur (UTC+1) |             | 54' Antonín Laštovička 65' Jan Vaník |                   | Stadion Concordije, Zagreb Toeschouwers: 8.000 Scheidsrechter: Eugen Braun (AUT) |

### 1925
|                                                                        |                                                                                                |       |             |                                                                                 |
| 28 oktober Vriendschappelijk № 13 «onderlinge duels» 15:00 uur (UTC+1) | Tsjecho-Slowakije                                                                              | 7 – 0 | Joegoslavië | Stadion Slavii, Praag Toeschouwers: 15.000 Scheidsrechter: Giovanni Mauro (ITA) |
| 28 oktober Vriendschappelijk № 13 «onderlinge duels» 15:00 uur (UTC+1) | Karel Steiner 6' Jan Wimmer 24' Jan Dvořáček 36', 40', 66' Josef Silný 41' Jindřich Šoltys 82' |       |             | Stadion Slavii, Praag Toeschouwers: 15.000 Scheidsrechter: Giovanni Mauro (ITA) |

|                                                                        |                                         |       |                  |                                                                                     |
| 4 november Vriendschappelijk № 14 «onderlinge duels» 14:30 uur (UTC+1) | Italië                                  | 2 – 1 | Joegoslavië      | Stadio Silvio Appiani, Padua Toeschouwers: 10.000 Scheidsrechter: Eugen Braun (AUT) |
| 4 november Vriendschappelijk № 14 «onderlinge duels» 14:30 uur (UTC+1) | Angelo Schiavio 33' Angelo Schiavio 44' |       | 29' Ljubo Benčić | Stadio Silvio Appiani, Padua Toeschouwers: 10.000 Scheidsrechter: Eugen Braun (AUT) |

### 1926
|                                                 |                              |       |                    |                                                                            |
| 30 mei Vriendschappelijk № 6 «onderlinge duels» | Joegoslavië                  | 3 – 1 | Bulgarije          | Stadion HAŠK, Zagreb Toeschouwers: 6.000 Scheidsrechter: Ferenc Gerő (HUN) |
| 30 mei Vriendschappelijk № 6 «onderlinge duels» | Slavin Cindrić 75', 83', 87' |       | 23' Nikola Staykov | Stadion HAŠK, Zagreb Toeschouwers: 6.000 Scheidsrechter: Ferenc Gerő (HUN) |

|                                                                     |                                               |       |                   |                                                                                            |
| 13 juni Vriendschappelijk № 16 «onderlinge duels» 16:00 uur (UTC+1) | Frankrijk                                     | 4 – 1 | Joegoslavië       | Stade Olympique de Colombes, Colombes Toeschouwers: 12.000 Scheidsrechter: Paul Putz (BEL) |
| 13 juni Vriendschappelijk № 16 «onderlinge duels» 16:00 uur (UTC+1) | Maurice Gallay 16' Paul Nicolas 17', 37', 61' |       | 25' Mirko Bonačić | Stade Olympique de Colombes, Colombes Toeschouwers: 12.000 Scheidsrechter: Paul Putz (BEL) |

|                                                   |                                     |       |                                                               |                                                                                   |
| 28 juni Vriendschappelijk № 17 «onderlinge duels» | Joegoslavië                         | 2 – 6 | Tsjecho-Slowakije                                             | Stadion Concordije, Zagreb Toeschouwers: 10.000 Scheidsrechter: Eugen Braun (AUT) |
| 28 juni Vriendschappelijk № 17 «onderlinge duels» | Dušan Petković 15' Franjo Giler 19' |       | 16' Jan Wimmer 17', 27', 41', 62' Josef Silný 43' Antonín Puč | Stadion Concordije, Zagreb Toeschouwers: 10.000 Scheidsrechter: Eugen Braun (AUT) |

|                                                                                            |                      |       |                                                    |                                                                                        |
| 3 oktober Vriendschappelijk Koning Alexander Cup № 18 «onderlinge duels» 15:00 uur (UTC+1) | Joegoslavië          | 2 – 3 | Roemenië                                           | Tratinska cesta, Zagreb Toeschouwers: 5.000 Scheidsrechter: Ladislav Štépanovský (TCH) |
| 3 oktober Vriendschappelijk Koning Alexander Cup № 18 «onderlinge duels» 15:00 uur (UTC+1) | Adolf Percl 47', 49' |       | 19' Augustin Semler 65' Rudi Wetzer 69' Aurel Guga | Tratinska cesta, Zagreb Toeschouwers: 5.000 Scheidsrechter: Ladislav Štépanovský (TCH) |

### 1927
|                                                                      |                                                       |       |             |                                                                                  |
| 10 april Vriendschappelijk № 19 «onderlinge duels» 16:00 uur (UTC+1) | Hongarije                                             | 3 – 0 | Joegoslavië | Üllői út, Boedapest Toeschouwers: 6.000 Scheidsrechter: Heinrich Retschury (AUT) |
| 10 april Vriendschappelijk № 19 «onderlinge duels» 16:00 uur (UTC+1) | Antal Siklóssy 24' György Orth 34' Gábor P. Szabó 90' |       |             | Üllői út, Boedapest Toeschouwers: 6.000 Scheidsrechter: Heinrich Retschury (AUT) |

|                                                                       |          |                                                     |             | |
| 10 mei Vriendschappelijk № 20 «onderlinge duels» 17:30 uur (UTC+1:44) | Roemenië | 0 – 3                                               | Joegoslavië | Stadionul Oficiul Național de Educație Fizică, Boekarest Toeschouwers: 15.000 Scheidsrechter: Ferenc Gerő (HUN) |
| 10 mei Vriendschappelijk № 20 «onderlinge duels» 17:30 uur (UTC+1:44) |          | 6' Stevan Luburić 23' Franjo Giler 25' Ante Bonačić |             | Stadionul Oficiul Național de Educație Fizică, Boekarest Toeschouwers: 15.000 Scheidsrechter: Ferenc Gerő (HUN) |

|                                                                    |           |                             |             |                                                                                     |
| 15 mei Vriendschappelijk № 21 «onderlinge duels» 17:30 uur (UTC+2) | Bulgarije | 0 – 2                       | Joegoslavië | Slaviastadion, Sofia Toeschouwers: 16.000 Scheidsrechter: Vasile Nicolaeviciu (ROU) |
| 15 mei Vriendschappelijk № 21 «onderlinge duels» 17:30 uur (UTC+2) |           | 85', 88' Blagoje Marjanović |             | Slaviastadion, Sofia Toeschouwers: 16.000 Scheidsrechter: Vasile Nicolaeviciu (ROU) |

|                                                                     |                 |       |                   |                                                                                   |
| 31 juli Vriendschappelijk № 22 «onderlinge duels» 17:30 uur (UTC+1) | Joegoslavië     | 1 – 1 | Tsjecho-Slowakije | BSK Stadion, Belgrado Toeschouwers: 10.000 Scheidsrechter: Mihály Iváncsics (HUN) |
| 31 juli Vriendschappelijk № 22 «onderlinge duels» 17:30 uur (UTC+1) | Emil Perška 35' |       | 47' Antonín Puč   | BSK Stadion, Belgrado Toeschouwers: 10.000 Scheidsrechter: Mihály Iváncsics (HUN) |

|                                                                        |                                                                    |       |                                                                |                                                                                   |
| 28 oktober Vriendschappelijk № 23 «onderlinge duels» 15:00 uur (UTC+1) | Tsjecho-Slowakije                                                  | 5 – 3 | Joegoslavië                                                    | Stadion Slavii, Praag Toeschouwers: 15.000 Scheidsrechter: Mihály Iváncsics (HUN) |
| 28 oktober Vriendschappelijk № 23 «onderlinge duels» 15:00 uur (UTC+1) | Jindřich Šoltys 1' František Svoboda 19', 68' Karel Bejbl 23', 36' |       | 12' Dragan Jovanović 48' (pen.) Ljubo Benčić 61' Mirko Bonačić | Stadion Slavii, Praag Toeschouwers: 15.000 Scheidsrechter: Mihály Iváncsics (HUN) |

### 1928
|                                                   |                                     |       |                   |                                                                                       |
| 8 april Vriendschappelijk № 24 «onderlinge duels» | Joegoslavië                         | 2 – 1 | Turkije           | Stadion Concordije, Zagreb Toeschouwers: 5.000 Scheidsrechter: Mihály Iváncsics (HUN) |
| 8 april Vriendschappelijk № 24 «onderlinge duels» | Dragutin Babić 39' Franjo Giler 41' |       | 62' Latif Yalınlı | Stadion Concordije, Zagreb Toeschouwers: 5.000 Scheidsrechter: Mihály Iváncsics (HUN) |

|                                                                                        |                                                 |       |                    |                                                                            |
| 6 mei Vriendschappelijk Koning Alexander Cup № 25 «onderlinge duels» 16:30 uur (UTC+1) | Joegoslavië                                     | 3 – 1 | Roemenië           | Avala, Belgrado Toeschouwers: 5.000 Scheidsrechter: Mihály Iváncsics (HUN) |
| 6 mei Vriendschappelijk Koning Alexander Cup № 25 «onderlinge duels» 16:30 uur (UTC+1) | Kuzman Sotirović 7', 42' Blagoje Marjanović 26' |       | 85' Wilhelm Possac | Avala, Belgrado Toeschouwers: 5.000 Scheidsrechter: Mihály Iváncsics (HUN) |

|                                                                       |                                   |       |                   |                                                                                               |
| 27 mei Olympische Spelen № 26 «onderlinge duels» 16:00 uur (UTC+1:20) | Portugal                          | 2 – 1 | Joegoslavië       | Het Nederlandsch Sportpark, Amsterdam Toeschouwers: 1.226 Scheidsrechter: Alfred Birlem (GER) |
| 27 mei Olympische Spelen № 26 «onderlinge duels» 16:00 uur (UTC+1:20) | Vítor Silva 25' Augusto Silva 90' |       | 31' Mirko Bonačić | Het Nederlandsch Sportpark, Amsterdam Toeschouwers: 1.226 Scheidsrechter: Alfred Birlem (GER) |

|                                                                             |                                                                                    |       |                    |                                                                                |
| 28 oktober Slavic Tournament 1928 № 27 «onderlinge duels» 15:00 uur (UTC+1) | Tsjecho-Slowakije                                                                  | 7 – 1 | Joegoslavië        | Letenský Stadion, Praag Toeschouwers: 15.000 Scheidsrechter: Eugen Braun (AUT) |
| 28 oktober Slavic Tournament 1928 № 27 «onderlinge duels» 15:00 uur (UTC+1) | Jindřich Šoltys 11' Antonín Puč 65', 89' Josef Silný 68', 82' Karel Bejbl 69', 77' |       | 17' Miloš Beleslin | Letenský Stadion, Praag Toeschouwers: 15.000 Scheidsrechter: Eugen Braun (AUT) |

### 1929
|                                                                                            |                                       |       |                                                  | |
| 10 mei Vriendschappelijk Koning Alexander Cup № 28 «onderlinge duels» 18:00 uur (UTC+1:44) | Roemenië                              | 2 – 3 | Joegoslavië                                      | Stadionul Oficiul Național de Educație Fizică, Boekarest Toeschouwers: 15.000 Scheidsrechter: Eugen Braun (AUT) |
| 10 mei Vriendschappelijk Koning Alexander Cup № 28 «onderlinge duels» 18:00 uur (UTC+1:44) | Ilie Subăşeanu 20' Francisc Boroş 35' |       | 27' Ivan Pavelić 60' Leo Lemešić 62' Ivan Hitrec | Stadionul Oficiul Național de Educație Fizică, Boekarest Toeschouwers: 15.000 Scheidsrechter: Eugen Braun (AUT) |

|                                                                    |                  |       |                                                          |                                                                                                |
| 19 mei Vriendschappelijk № 29 «onderlinge duels» 15:00 uur (UTC+1) | Frankrijk        | 1 – 3 | Joegoslavië                                              | Stade olympique Yves-du-Manoir, Colombes Toeschouwers: 15.000 Scheidsrechter: Paul Ruoff (SUI) |
| 19 mei Vriendschappelijk № 29 «onderlinge duels» 15:00 uur (UTC+1) | André Cheuva 63' |       | 25' Ivan Hitrec 39' Blagoje Marjanović 75' Vlado Lajnert | Stade olympique Yves-du-Manoir, Colombes Toeschouwers: 15.000 Scheidsrechter: Paul Ruoff (SUI) |

|                                                                     |                                                               |       |                                                   |                                                                                        |
| 28 juni Vriendschappelijk № 30 «onderlinge duels» 17:30 uur (UTC+1) | Tsjecho-Slowakije                                             | 3 – 3 | Joegoslavië                                       | Stadion Concordije, Zagreb Toeschouwers: 8.000 Scheidsrechter: Hans Frankenstein (AUT) |
| 28 juni Vriendschappelijk № 30 «onderlinge duels» 17:30 uur (UTC+1) | Ivan Hitrec 35' Blagoje Marjanović 43' Blagoje Marjanović 52' |       | 1' Jan Knobloch 42' Antonín Hojer 67' Josef Silný | Stadion Concordije, Zagreb Toeschouwers: 8.000 Scheidsrechter: Hans Frankenstein (AUT) |

|                                                                           |                                     |       |                        | |
| 6 oktober Balkan Cup 1929/31 № 31 «onderlinge duels» 16:00 uur (UTC+1:44) | Roemenië                            | 2 – 1 | Joegoslavië            | Stadionul Oficiul Național de Educație Fizică, Boekarest Toeschouwers: 10.000 Scheidsrechter: Georgi Grigorov (BUL) |
| 6 oktober Balkan Cup 1929/31 № 31 «onderlinge duels» 16:00 uur (UTC+1:44) | Graţian Sep 32' Gheorghe Ciolac 40' |       | 71' Blagoje Marjanović | Stadionul Oficiul Național de Educație Fizică, Boekarest Toeschouwers: 10.000 Scheidsrechter: Georgi Grigorov (BUL) |

|                                                                        |                                                        |       |                                        |                                                                            |
| 28 oktober Vriendschappelijk № 32 «onderlinge duels» 15:00 uur (UTC+1) | Tsjecho-Slowakije                                      | 4 – 3 | Joegoslavië                            | Stadion Slavii, Praag Toeschouwers: 8.000 Scheidsrechter: Emil Göbel (AUT) |
| 28 oktober Vriendschappelijk № 32 «onderlinge duels» 15:00 uur (UTC+1) | František Kloz 2' Josef Silný 10', 75' Josef Thaut 69' |       | 48', 83' Ivan Hitrec 82' Vlado Lajnert | Stadion Slavii, Praag Toeschouwers: 8.000 Scheidsrechter: Emil Göbel (AUT) |

België · Bulgarije · Denemarken · Duitsland · Engeland · Estland · Finland · Frankrijk · Griekenland · Hongarije · Ierland · Italië · Joegoslavië · Letland · Litouwen · Luxemburg · Nederland · Noord-Ierland · Noorwegen · Oostenrijk · Polen · Portugal · Roemenië · Schotland · Sovjet-Unie · Spanje · Tsjecho-Slowakije · Turkije · Wales · Zweden · Zwitserland
FSJ · A-internationals · Bondscoaches · Selecties · Joegoslavisch vrouwenelftal · Joegoslavië U21 · Joegoslavië U19 · Joegoslavië U18 · Joegoslavië U17 · Joegoslavië U16
1920 – 1929 ·
1930 – 1939 ·
1940 – 1949 ·
1950 – 1959 ·
1960 – 1969 ·
1970 – 1979 ·
1980 – 1989 ·
1990 – 1999 ·
2000 – 2002
EK 1960 · 
EK 1968 · 
EK 1976 · 
EK 1984 · 
EK 2000
WK 1930 · 
WK 1950 · 
WK 1954 · 
WK 1958 · 
WK 1962 · 
WK 1974 · 
WK 1982 · 
WK 1990 · 
WK 1998 · 
OS 1920 · 
OS 1924 · 
OS 1928 · 
OS 1948 · 
OS 1952 · 
OS 1956 · 
OS 1960 · 
OS 1980 · 
OS 1984 · 
OS 1988
1920 · 
1921 · 
1922 · 
1923 · 
1924 · 
1925 · 
1926 · 
1927 · 
1928 · 
1929 · 
1930 · 
1931 · 
1932 · 
1933 · 
1934 · 
1935 · 
1936 · 
1937 · 
1938 · 
1939 · 
1940 · 
1941 · 
1942 · 1943 · 1944 · 1945 · 
1946 · 
1947 · 
1948 · 
1949 · 
1950 · 
1952 · 
1952 · 
1953 · 
1954 · 
1955 · 
1956 · 
1957 · 
1958 · 
1959 · 
1960 · 
1961 · 
1962 · 
1963 · 
1964 · 
1965 · 
1966 · 
1967 · 
1968 · 
1969 · 
1970 · 
1971 · 
1972 · 
1973 · 
1974 · 
1975 · 
1976 · 
1977 · 
1978 · 
1979 · 
1980 · 
1981 · 
1982 · 
1983 · 
1984 · 
1985 · 
1986 · 
1987 · 
1988 · 
1989 · 
1990 · 
1991 · 
1992 · 
1993 · 
1994 · 
1995 · 
1996 · 
1997 · 
1998 · 
1999 · 
2000 · 
2001 · 
2002 · 
Albanië ·
Algerije ·
Argentinië ·
Bangladesh ·
België ·
Bolivia ·
Bosnië en Herzegovina · 
Brazilië ·
Bulgarije ·
Canada ·
Chili ·
China ·
Colombia ·
Congo-Kinshasa ·
Costa Rica ·
Cyprus ·
Denemarken ·
DDR ·
Duitsland ·
Ecuador ·
Egypte ·
El Salvador · 
Engeland ·
Ethiopië ·
Faeröer ·
Finland ·
Frankrijk ·
Ghana · 
Griekenland ·
Honduras ·
Hongarije ·
Hongkong ·
Ierland ·
Indonesië ·
Iran ·
Israël ·
Italië ·
Japan ·
Kroatië ·
Luxemburg ·
Malta ·
Marokko ·
Mexico ·
Nederland ·
Nigeria ·
Noord-Ierland ·
Noord-Macedonië ·
Noorwegen ·
Oekraïne ·
Oostenrijk ·
Paraguay ·
Peru · 
Polen ·
Portugal ·
Roemenië ·
Rusland ·
Saarland ·
Schotland ·
Slovenië ·
Slowakije ·
Sovjet-Unie ·
Spanje ·
Tsjechië ·
Tsjecho-Slowakije ·
Tunesië ·
Turkije ·
Uruguay ·
Venezuela ·
Verenigde Arabische Emiraten ·
Verenigde Staten ·
Wales ·
Zuid-Korea ·
Zweden ·
Zwitserland